# Casa Revilla
La casa Revilla es una antigua casa nobiliaria española de construcción medieval de Valladolid, hoy muy renovada y sede de la Fundación Municipal de Cultura. Se encuentra en la calle  Torrecilla n.º 5 —llamada en la época calle de Santa Clara—, con vuelta a la calle de Fray Luis de Granada —anteriormente calle de la Ceniza—. Sus cimientos y parte de su estructura datan de los siglos XIV o XV y su alzado tuvo lugar en el siglo XVI. Los muros son de piedra y está totalmente restaurada y rehabilitada en su interior para las funciones municipales. En ella habitaron personajes históricos y relevantes hasta que al morir su último propietario, Francisco de Cossío, el Ayuntamiento adquirió el inmueble que dispone de una sala dedicada a pequeñas exposiciones.

## Contexto histórico

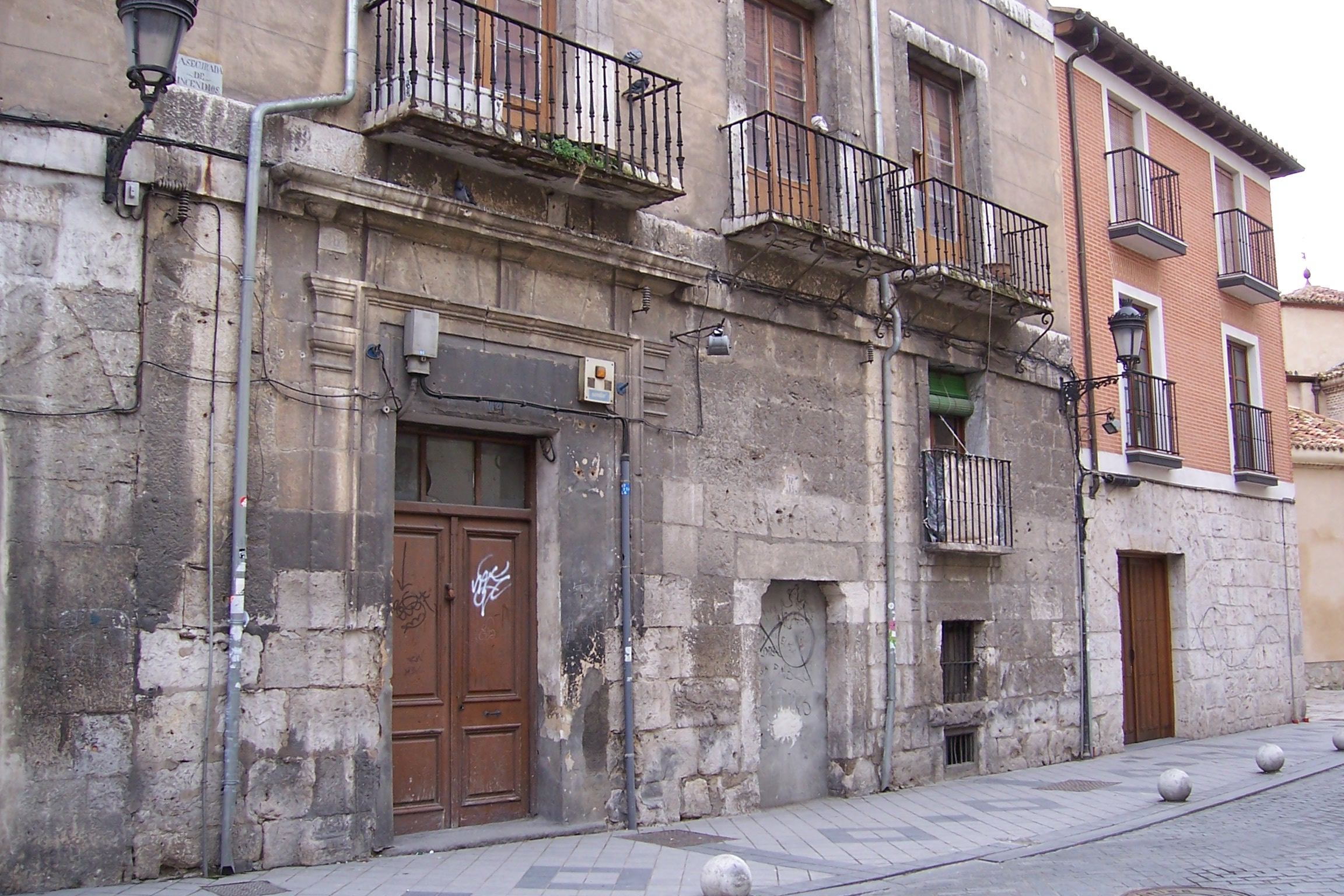
Inmueble de la calle de San Martín n.º 14, antigua casa del del secretario Alonso Arias, otro ejemplo de casa nobiliaria del barrio de San Martín

La calle Torrecilla pertenece al barrio de San Martín —junto con las calles Padilla, Empecinado, Chancillería, Prado, San Martín y Camarín de San Martín—, surgido en el siglo XII como asentamiento marginal de moros y judíos. Tras el establecimiento en 1489 en el cercano palacio de los Vivero de la sede permanente de la Real Audiencia y Chancillería de Valladolid —entonces el más alto tribunal de justicia de la Corona de Castilla—, el barrio se puso de moda entre procuradores, secretarios, licenciados y demás profesionales relacionados con la institución judicial. Por eso empezaron a erigirse casas notables de gente importante de las que se conservan algunas partes, portalones o estructuras, como testimonio del pasado. En la calle de San Martín, en el n.º 14, aún se conserva el edificio del siglo XVII del secretario Alonso Arias, y en el n.º 17 un inmueble conserva la enorme portada, al igual que ocurre en otro con vuelta al Camarín. En la calle Torrecilla se conservaron bastantes edificios nobles hasta mediados del siglo XX, de los que pueden verse algunas de sus grandes portadas con dovelas. Más vestigios y portadas hay en las calles Piedad, Padilla y Empecinado n.º 9, inmueble conocido como casa de Don Juan Zarandona; está rehabilitada pero conserva parte de su diseño original.

## Historia del edificio y sus moradores

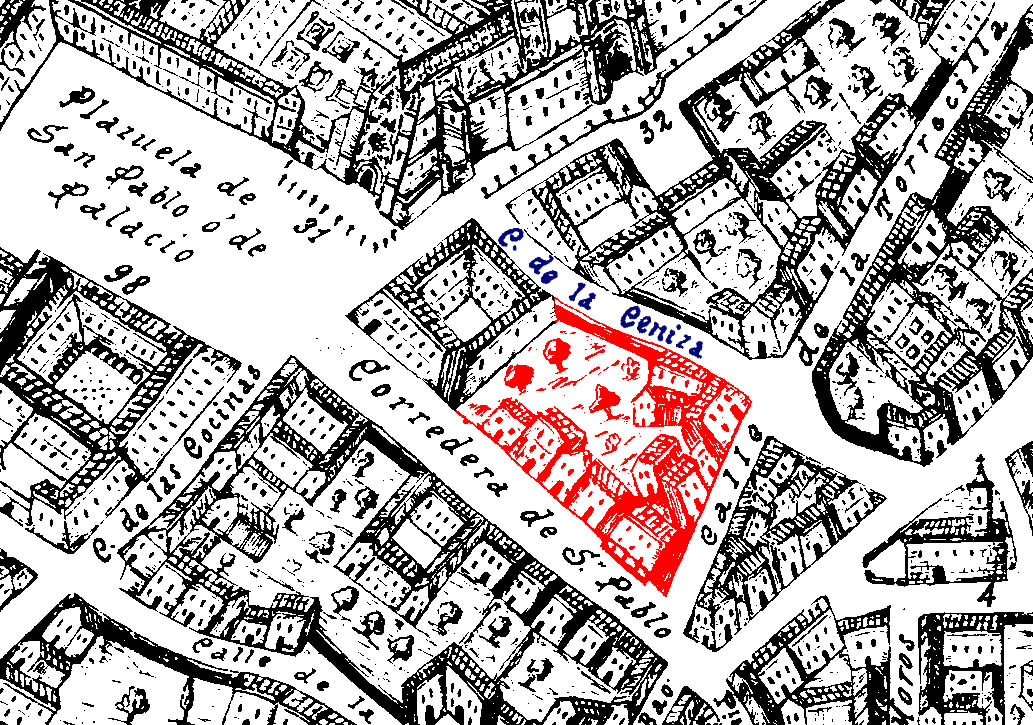
Ubicación de las casas y jardín (destacado en rojo), sobre el plano de Ventura Seco de 1738, el primer plano de la ciudad de Valladolid.

Los primeros propietarios de esta casa fueron los infantes de Granada, Juan y Hernando, hermanastros del rey Boabdil e hijos de Muley Hacen y de su esposa Isabel de Solís, llamada también Zoraya o Zoraida, antiguos reyes de Granada. Juan tuvo un hijo llamado Bernardino de Granada y Sandoval, casado con Cecilia de Mendoza. Este matrimonio habitó las dichas casas principales que habían pertenecido a Juan y Fernando. El edificio se construyó en la calle de Santa Clara (después Torrecilla) que pertenecía al ya aristocrático barrio de San Martín. Sobre esas casas principales se estableció mayorazgo. Había otras casas cercanas, propiedad de la familia, que daban a la corredera de San Pablo (hoy calle de las Angustias) y que se comunicaban con las principales por la parte trasera.
Bernardino tuvo a su vez dos hijos, Juan de Granada y Mendoza —llamado como su abuelo—, casado con Juana de Castilla, y Hernando de Granada y Mendoza, casado con Ana de Vitoria. A Juan le correspondió el mayorazgo y con ello las casas principales, es decir la denominada hoy como casa Revilla. Ambos hermanos compartieron el resto de propiedades, incluida una ribera junto al río Pisuerga, en la ribera derecha. Juan se preocupó de mantener la casa en perfecto estado contratando incluso un jardinero para el vergel y huerta. En los legajos del archivo municipal se conserva el contrato donde además se especifican las obligaciones del jardinero.

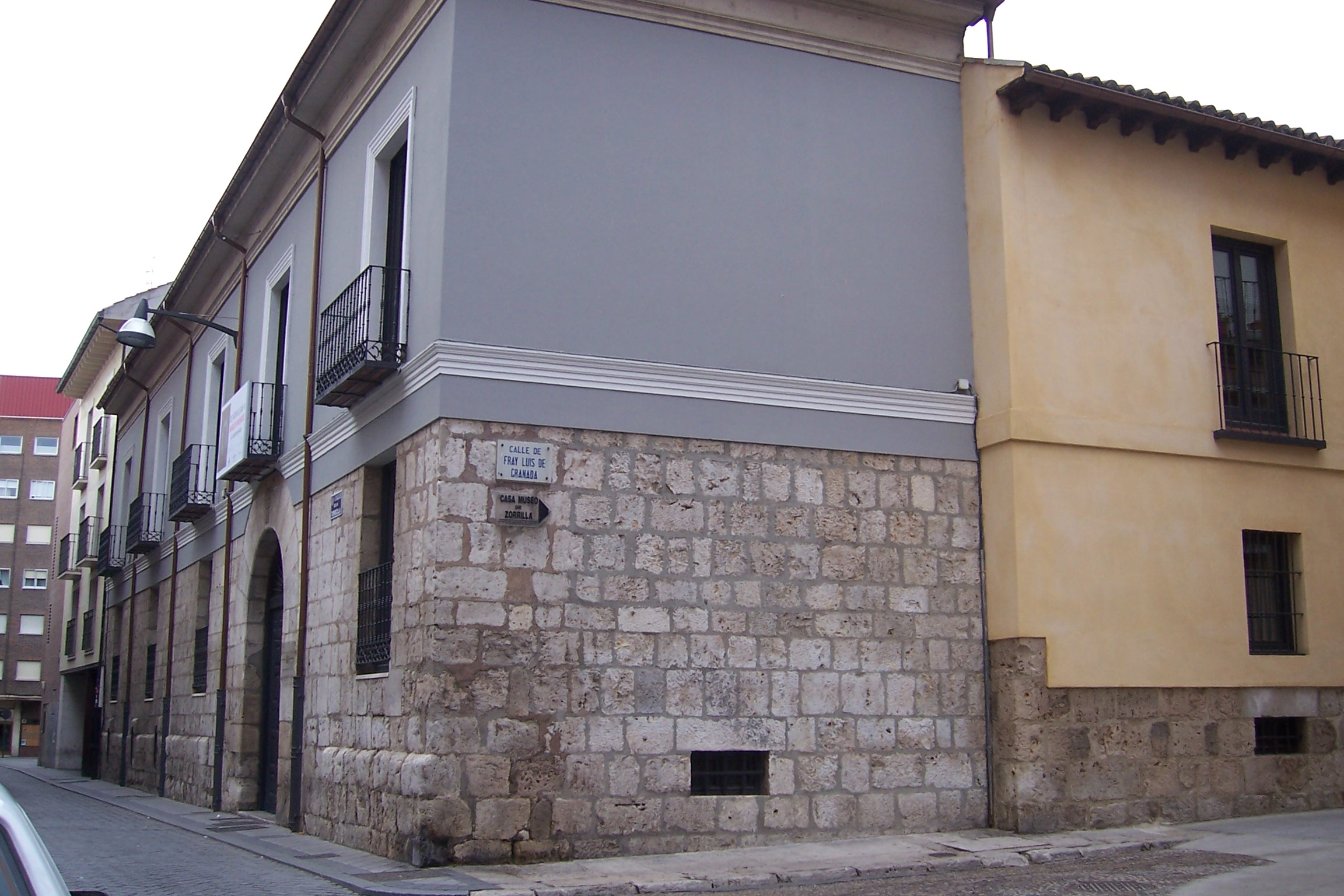
Esquina con vuelta a la calle de la Ceniza (Fray Luis de Granada)

A la muerte de los hermanos Juan y Hernando, el mayorazgo recayó en la persona de Luis de Alencastre, I comendador mayor de la Orden de Avís en Portugal, esposo de su tía Magdalena de Granada y Sandoval. Las dos viudas, Juana de Castilla y Ana de Vitoria, de acuerdo con el comendador, vendieron la casa principal a Luis de Mercado, señor de la villa de Santa Cecilia, que era miembro del Consejo Supremo de Hacienda y alcalde del crimen de la Chancillería de Valladolid. Con esta venta la propiedad dejó de pertenecer a los Granada y pasó a otros propietarios ajenos a la familia de origen.
El nuevo propietario Luis de Mercado dejó la casa en herencia a su hija Juana, que estaba casada con Pedro Antonio de Velasco y Fajardo, caballero de Santiago  y señor de Navares, Santa Cecilia y Valdeolmillos. Desde ese momento la casa pasó a ser conocida como «casa de los Velascos». Más tarde, ya en el siglo XVII, la familia emparentó con los marqueses de Revilla, pasando la casa a ser propiedad de dicha familia. Se ha podido seguir el devenir del inmueble gracias al Catastro de Ensenada, que le incluye entre las propiedades de Toribio de Gasca, marqués de Revilla y embajador de España en Parma (Italia). Se especifica que en esos años la casa estaba alquilada a particulares.
Los marqueses de Revilla emparentaron luego con los condes de Cancelada. María Francisca de Paula y Tovar Reguera y Colmenares, sexta condesa de Cancelada, se casó con el general Manuel Gutiérrez de la Concha, primer marqués del Duero. La condesa aportó al matrimonio un rico patrimonio con haciendas y fincas, especialmente en Málaga, además de esta y otras casas en Valladolid.
Hacia 1852 compró la casa Manuel de la Cuesta y Cossío que había sido destinado en 1850 a Valladolid como rector de la  Universidad Literaria de Valladolid, que hizo importantes reformas en 1857, habilitándola para alquilar varias habitaciones. Perdió el aire señorial del siglo XVII que aun conservaba y también la escalera principal que arrancaba del patio. Heredó el inmueble su única hija Dolores de la Cuesta y Polanco, casada con su primo Francisco Cossío y Salinas —abuelo de Francisco de Cossío Martínez-Fortún, que fue director del Museo Provincial de Bellas Artes de Valladolid y del periódico vallisoletano El Norte de Castilla—. El inmueble se mantuvo como propiedad de la familia Cossío hasta la muerte de Francisco. El Ayuntamiento de Valladolid adquirió la propiedad instalando en ella la Casa de Cultura, conocida popularmente como «casa Revilla».

## Descripción arquitectónica
La casa de Revilla y la casa de los Galdo, en la calle de San Martín, son los únicos inmuebles del barrio de San Martín que todavía conservan su auténtica estructura. A mediados del siglo XIX el informante sobre Valladolid para el diccionario geográfico de Madoz, Matías Sangrador y Vítores, señala y describe esta casa entre los edificios civiles más destacados de la ciudad:

(...) una parte de galería formada de caprichosos arabescos, que se hallan en el patio de la casa que hace esquina a la calle de la Ceniza [Fray Luis de Granada] y es perteneciente al marquesado de Revilla, en la que también se admira un rico artesonado a la subida de la escalera...
Madoz

Estos elementos descritos recuerdan el origen de la casa al gusto mudéjar.

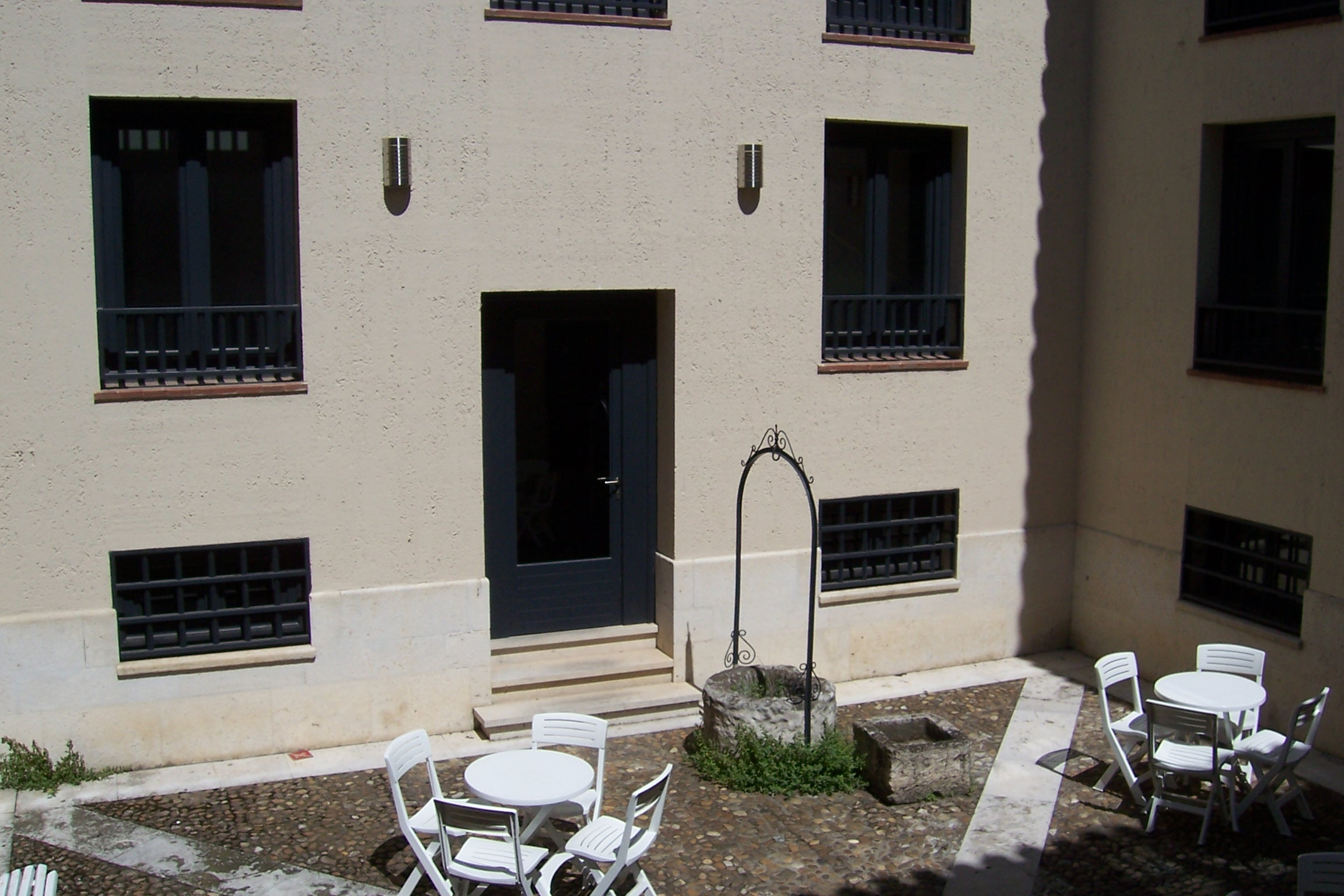
Patio sin porticar tras la reforma

La casa tuvo un torreón donde descansaba gran parte de una vivienda vecina, torreón que dio origen al nombre de la calle de la Torrecilla. En el plano de Ventura Seco ya se ve con este nombre aunque todavía la sesión del Ayuntamiento no había dado el visto bueno.
El tamaño del inmueble corresponde al de una casa importante. El alzado a la calle Torrecilla se organiza en dos cuerpos: el bajo, de sillería de piedra, comprende  una planta de semisótano y una entreplanta y en él se dispone asimétricamente el portal de acceso, en arco de medio punto con dovelas, reflejo de la anterior categoría del edificio. El cuerpo superior, de una única planta, está revocado y en él se abren de forma espaciada cinco huecos abalconados. El edificio, que tiene un patio interior sin porticar, sigue dando vuelta a la actual calle de Fray Luis de Granada, en un pequeño paño sin huecos. La casa ya no conserva sus huertas y jardines, en cuyos solares se construyeron nuevas viviendas.
La casa Revilla fue restaurada en 1985 por el Ayuntamiento que encargó el trabajo a José Antonio Salvador Polo y José Luis Villacorta San José.